# والتر مكلور
والتر مكلور (بالإنجليزية: Walter McClure)‏ هو منافس ألعاب قوى أمريكي، ولد في 24 أغسطس 1892 في جنكشن سيتي في الولايات المتحدة، وتوفي في 12 أبريل 1959 في بورتلاند في الولايات المتحدة.

## وصلات خارجية
- والتر مكلور على موقع أوليمبيديا (الإنجليزية)